# Clément Laurier
Pour les articles homonymes, voir Laurier.
Ne doit pas être confondu avec Aymeric Simon-Lorière.
Clément Laurier, né le 3 février 1831 (AD de l'Indre naissances 1831 acte 2) à Sainte-Radegonde et mort le 20 septembre 1878 à Marseille, est un avocat et homme politique français.
Tout d'abord avocat aux idées républicaines, ami de Gambetta, il se tourna peu à peu, une fois député, vers le conservatisme, et se rallia à la fin de sa vie à la politique du 16-Mai de Mac-Mahon.

## Biographie détaillée
Lorsqu'il eut terminé son droit, il se fit inscrire au barreau de Paris et fut pendant quelque temps secrétaire d'Adolphe Crémieux. Le jeune avocat ne tarda pas à se faire connaître en mettant au service du parti républicain son talent plein de souplesse, sa parole vive, alerte et mordante. L'habileté avec laquelle il défendit, entre 1867 et 1868, plusieurs rédacteurs du Courrier français, dont Vermorel et Alfred Deberle (d), poursuivis régulièrement pour délits de presse, le mit particulièrement en relief. Il fit également partie des avocats qui défendirent les inculpés dans le procès de la souscription Baudin en novembre 1868. Vers la même époque, il publia, dans la Revue politique, dirigée par Challemel-Lacour, des portraits et des études qui furent beaucoup remarqués. Lors des élections générales pour le Corps législatif en mai 1869, il se porta tout d'abord candidat dans la 1re circonscription de la Seine, mais on lui opposa Rochefort alors à Londres, et il dut se désister. Il porta alors son choix sur la 1re circonscription du Var contre Émile Ollivier, se présentant comme le candidat de « l'opposition démocratique irréconciliable », selon l'expression de Gambetta, qui était devenu son ami. Il ne fut pas élu, n'obtenant que 8 830 voix contre 16 608 à son adversaire.
L'assassinat de Victor Noir par Pierre Bonaparte, le 10 janvier 1870, vint ajouter encore à la notoriété qu'il s'était acquise. Chargé avec Floquet des intérêts de la famille Noir devant la Haute Cour de Tours, en mars 1870, il prononça un très brillant plaidoyer, qui n'empêcha cependant pas l'acquittement de Pierre Bonaparte. Le 22 juin 1870, il prit part, comme avocat, au procès de l'Internationale et, le 18 juillet, au procès des blanquistes à Blois. Après la révolution du 4 septembre 1870, il devint directeur général du personnel et du cabinet au ministère de l'Intérieur, à la tête duquel se trouvait Gambetta. Quelques jours après, le 12 septembre, suivant Crémieux, il fit partie de la délégation de Tours en qualité de délégué du ministère de l'Intérieur. C'est à ce titre que, le 23 du même mois, il adressait aux préfets une circulaire relative à l'élection d'une Assemblée nationale, élection qui fut, de fait, indéfiniment ajournée. Dans ces circonstances difficiles, il se fit remarquer par son tact et sa modération.
Le tout nouveau gouvernement, dit « de la Défense nationale »  manquait absolument d'argent. Pour poursuivre la guerre engagée sous l'Empire, il fallait en trouver à tout prix. Laurier, qui avait été à Paris le conseil habituel de plusieurs grandes banques, telles la Banque ottomane et le Crédit mobilier, et qui s'était familiarisé avec les questions financières, fut alors chargé par le gouvernement d'aller contracter un emprunt de 200 à 250 millions de francs en Angleterre. Prévoyant les calomnies auxquelles il ne devait pas tarder à être en butte de la part de la réaction, il voulut, en acceptant cette délicate mission, se faire accompagner d'un homme spécial et compétent, qui ne fût pas suspect de professer une affection vive pour le nouveau gouvernement. Il choisit Germiny, régent de la Banque de France. Ils partirent pour Londres le 19 octobre, et parvinrent, sans difficulté, à contracter, le 24, par l'intermédiaire du banquier américain Morgan, un emprunt de 250 millions, à 7,44 %, remboursable en 34 ans. Cette opération provoqua de vives discussions et fut souvent reprochée à la délégation de la Défense. Par suite de difficultés qui s'élevèrent au sujet de l'exécution de ce contrat, Laurier dut retourner à Londres et revint en France au moment où le gouvernement se transportait à Bordeaux. Là, il s'occupa particulièrement des affaires financières de concert avec un comité qui avait été constitué dès le début, et parvint à contracter un nouvel emprunt avec la Banque de France pour éviter de recourir à la création d'un papier d'État. 
Démissionnaire en même temps que Gambetta, parce qu'opposé à la signature de l'armistice du 28 janvier 1871, il fut nommé, le 8 février, membre de l'Assemblée nationale dans le département du Var, et vota, le 1er mars, contre les préliminaires de paix. L'élection du Var ayant été l'objet de vives attaques de la part de quelques membres de l'Assemblée, il donna sa démission de député le 4 mars, et fut réélu avec 59 % des votants, le 2 juillet suivant, à la fois dans les Bouches-du-Rhône et dans le Var. Il opta pour ce dernier département, et en devint aussi conseiller général, le 8 octobre. Dès lors, il siégea auprès de Gambetta, à l'extrême gauche de l'Assemblée et s'associa à presque tous les votes de cette fraction de la Chambre. 
Le 3 février 1872, il proposa un projet de loi tendant à libérer le territoire au moyen du rachat des chemins de fer par l'État; mais cette proposition fut rejetée. Le 23 novembre de cette même année, il prononça un discours dans lequel il demanda la restitution aux princes d'Orléans des biens confisqués en 1852 par Louis-Napoléon Bonaparte. À partir de cette époque, on put croire qu'il tendait à se séparer quelque peu de ses anciens amis politiques. 
Effectivement il ne siégea pas longtemps dans le rang des républicains. Insensiblement il se rapprocha des monarchistes, avec lesquels il finit par voter presque toujours. Après la chute de Thiers, à laquelle il contribua par son vote, il se fit inscrire au centre droit. Il vota pour le septennat, pour l'état de siège, pour la loi des maires, pour le ministère De Broglie, contre les amendements Wallon et Pascal Duprat, pour l'ensemble des lois constitutionnelles.
Tout en siégeant à l'Assemblée, il reparut à maintes reprises au barreau, notamment lors du procès intenté à Gaston Crémieux et aux chefs du mouvement communaliste à Marseille le 8 avril 1871, et, en avril 1873, dans le procès fait aux chefs arabes qui s'étaient insurgés contre la France en 1871. 
Ayant changé son orientation politique, qui ne correspondait plus aux souhaits de ses électeurs, on pensa, à la veille des élections de 1876, qu'il allait renoncer à la vie publique : il n'en fut rien. Il se représenta, non plus dans le Var, mais dans l'Indre, où il sollicita et obtint le concours des monarchistes. Il fut élu député de l'arrondissement du Blanc le 20 février 1876, par 9109 voix pour 13 237 votants. Il siégea dans la minorité conservatrice et vota contre les 363, pour le gouvernement du 16-Mai, dont il fut, le 14 octobre 1877, le candidat officiel. Après avoir, en cette qualité, obtenu sa réélection contre le candidat républicain Resnier, il reprit sa place à droite, vota contre les invalidations, contre le ministère Dufaure, et mourut subitement au cours de sa législature. Il s'était rendu à Marseille, en septembre 1878, auprès de la famille de son futur gendre. Le 20, il tomba dans l'escalier de l'intendance militaire, frappé d'une attaque d'apoplexie, au moment où il allait rendre visite à Lecomte, un de ses amis, sous-intendant militaire.

## Publications
Outre des articles vivement écrits, insérés dans la Revue politique, il a publié : 
- la Liberté de l'argent (1858).

## Sources
- Pierre Larousse, Grand Dictionnaire universel du XIXe siècle, 15 vol., (1863-1890).
- « Clément Laurier », dans Adolphe Robert et Gaston Cougny, Dictionnaire des parlementaires français, Edgar Bourloton, 1889-1891 [détail de l’édition]